# Desmodium amethystinum
Desmodium amethystinum är en ärtväxtart som beskrevs av Stephen Troyte Dunn. Desmodium amethystinum ingår i släktet Desmodium och familjen ärtväxter. IUCN kategoriserar arten globalt som livskraftig. Inga underarter finns listade i Catalogue of Life.